# 1978年飓风埃拉
飓风埃拉（英語：Hurricane Ella）是有纪录以来加拿大海域出现过的最强飓风，于1978年8月30日在百慕大南侧形成，然后在向西北偏西移动期间迅速增强。9月1日，埃拉的风速已提升到每小时205公里，预计会在繁忙的劳动节期间从北卡罗莱纳州外滩群岛附近经过。风暴接下来约24小时几乎停止移动，然后转向东北远离海岸。9月4日，埃拉在新斯科舍近海达到萨菲尔-辛普森飓风等级下的四级飓风标准，然后逐渐减弱并从纽芬兰岛东南洋面经过，最终被大规模温带气旋吸收。
即将到来的节日令大量人流涌入北卡罗莱纳州，美国国家飓风中心向该州发布飓风观察预警。此举导致旅游业受到重创，但外滩群岛沿岸没有出现极端恶劣天气。气旋激起大浪并引发轻度海滩侵蚀，但没有造成人员伤亡或任何破坏。飓风经过纽芬兰岛时最强风力位于中心东侧和南面，所以加拿大没有遭受严重破坏。

## 气象历史
1978年8月下旬，一股大规模冷锋在西大西洋几乎停止移动，然后逐渐消散，于8月28日在百慕大东南海域催生出热带扰动。形成环流后，系统于8月30日在百慕大东南偏南方向约840公里洋面发展成热带低气压。受北侧的副热带高压脊影响，气旋稳步向西北偏西方向移动，附近船只的观测纪录表明热带低气压成形18小时后就达到热带风暴标准。协调世界时8月30日晚22点，美国国家飓风中心开始针对风暴发布公告。仅三小时后，气旋呈现急剧强化趋势，因此升级成热带风暴并获名“埃拉”（Ella）。
风暴迅速增强，附近船只及飓风猎人侦察机的观测数据表明埃拉于8月31日晚成为飓风。气象机构此时预计气旋会转向东北，不会登陆北卡罗莱纳州，还认为风暴会在繁忙的劳动节期间从距陆地不到85公里近海经过。9月1日，埃拉达到第一波强度高峰，持续风速为每小时205公里，在萨菲尔-辛普森飓风等级下属三级飓风标准，成为大型飓风。与此同时，有短波槽抵达美国东岸，促使埃拉放缓移动速度并略朝北面转向，短波槽后方的高压脊还令风暴几乎停止移动24小时。在这24小时里，风暴不再对北卡罗莱纳州构成影响，对流迅速消亡，风速也随之下降。
9月3日，受美国东岸另一个低压槽影响，气旋加速朝东北移动，经过已经消亡的高压脊。此时埃拉的持续风速已降至每小时180公里，但气象部门预计接下来受斜压不稳影响，飓风强度不会再有大幅下降。埃拉没有再继续减弱，而是开始显著增强。9月4日清晨，风暴再度成为大型飓风，飓风猎人证实气旋于当天在新斯科舍哈利法克斯以南约540公里洋面达到风力时速220公里的最高强度。埃拉由此成为有纪录以来加拿大海域的最强飓风。达到最高强度后，飓风马上就因行经洋面水温降低而开始减弱。9月5日，风暴从开普雷斯（Cape Race）附近掠过，最强风力位于中心南面及东侧。对流完全从中心剥离，飓风随即转变成温带气旋并由更大规模的中纬度天气系统吸收。

## 防灾措施和影响

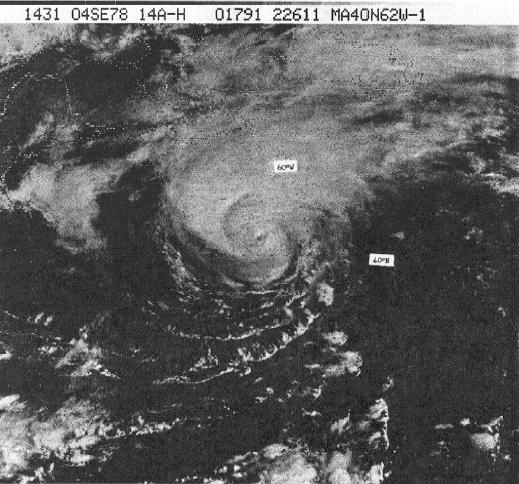
位于加拿大以南洋面、接近最高强度的飓风埃拉。

9月1日埃拉达到第一波强度高峰之际，美国国家飓风中心预计风暴会在繁忙的劳动节期间逼近北卡罗莱纳州海岸，因此向外滩群岛发布飓风观察预警。美国国家气象局驻哈特拉斯角（Cape Hatteras）办事处要求可能受气旋影响地区的电视台和广播电台在常规报导基础上加播风暴公告信息，及时把最新动向告知当地居民。此外，哈特拉斯角办事处还发出公告，建议小型船只留在港口不要出海，提醒居民“保持警惕，不要听信流言”。面对风暴威胁，只能通过轮渡前往的奥克拉科克岛（Ocracoke Island）和了望角（Cape Lookout）将露营地暂时关闭，减少气旋来袭期间留在当地的人口。
实际情况表明，整场飓风自始至终远离海岸，暴雨和雷暴区距海岸线最近时都还有85公里。埃拉一度几乎停止移动，在此期间产生二至三米高的大浪，海岸沿线还出现离岸流。气旋在钻石浅滩灯塔（Diamond Shoal Light）产生时速50公里的阵风，比其他地点都高。大部分海滩的沙丘都受到海浪冲刷，部分海滩受到轻度侵蚀，流失的沙子在数天后恢复。虽然风暴一度逼近更北面的弗吉尼亚州，但该州海岸沿线没有出现大浪。
最终风暴最重大的影响是旅游业遭受重创。通常情况下，劳动节是美国夏季旅游业的最后一波高峰期，许多人都会选择前往外滩群岛度假。但由于气象机构发布飓风观察预警，当地无论交通客流量还是包括酒店在内的各行各业营收都大幅下降。美国国家气象局的气象学家表示，之所以发布飓风观察预警是因为外滩群岛仅有一条道路进出，不能等到最后时刻才来疏散成千上万的游客。这位气象学家还称，风暴期间会发布级别低于飓风观察预警的警报。
经过加拿大海域期间，埃拉的最强风力位于中心以南和以东，所以该国没有受到严重影响。气旋来袭前，纽芬兰岛天气预报办事处向该岛东南部发布飓风警告。新斯科舍和纽芬兰岛间的轮渡服务受到影响，船只返回港口躲避。降雨量相对很少，最高的纽芬兰岛东南部也只有约61毫米，持续风速则以开普雷斯最高，达到115公里。